# Śmielin (gromada)
Śmielin – dawna gromada, czyli najmniejsza jednostka podziału terytorialnego Polskiej Rzeczypospolitej Ludowej w latach 1954–1972.
Gromady, z gromadzkimi radami narodowymi (GRN) jako organami władzy najniższego stopnia na wsi, funkcjonowały od reformy reorganizującej administrację wiejską przeprowadzonej jesienią 1954 do momentu ich zniesienia z dniem 1 stycznia 1973, tym samym wypierając organizację gminną w latach 1954–1972.
Gromadę Śmielin z siedzibą GRN w Śmielinie utworzono – jako jedną z 8759 gromad na obszarze Polski – w powiecie wyrzyskim w woj. bydgoskim, na mocy uchwały nr 24/18 WRN w Bydgoszczy z dnia 5 października 1954. W skład jednostki weszły obszary dotychczasowych gromad Śmielin i Anieliny ze zniesionej gminy Sadki oraz obszar dotychczasowej gromady Olszewka ze zniesionej gminy Nakło n/Not. w tymże powiecie. Dla gromady ustalono 25 członków gromadzkiej rady narodowej.
Gromadę zniesiono 1 stycznia 1958, a jej obszar włączono do gromad Sadki (wieś Śmielin i kolonię Ignalin), Samostrzel (wsie Anieliny i Łodzia oraz osada leśna Wybitowo) i – nowo utworzonej – Nakło n. Notecią (wsie Olszewka i Lubaszcz) w tymże powiecie.